# مطبخ تشيكي

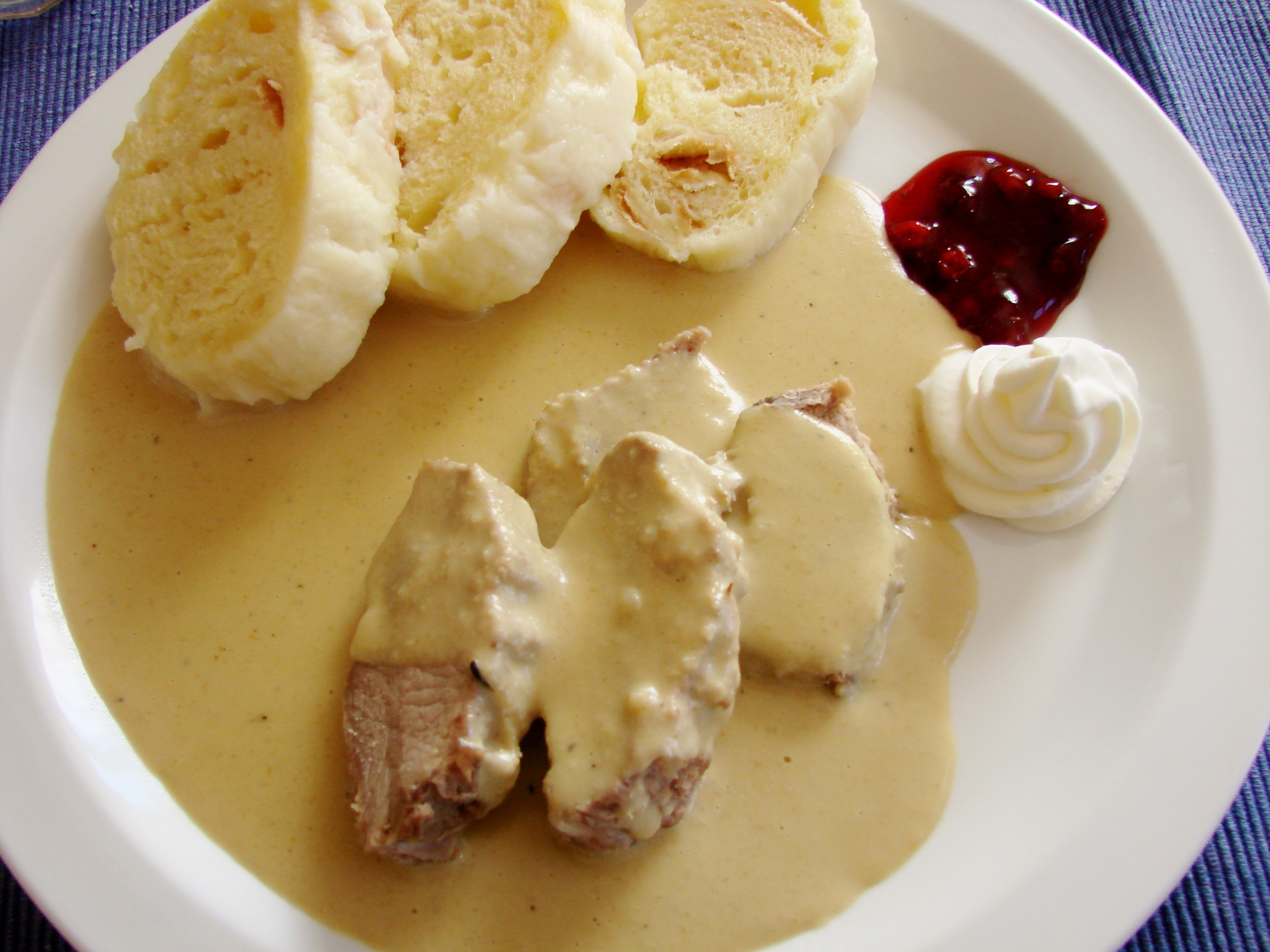
سفيتشكوفا نا سميتاني يُقدَّم مع الدامبلنغ، القشدة المخفوقة، والتوت البري.

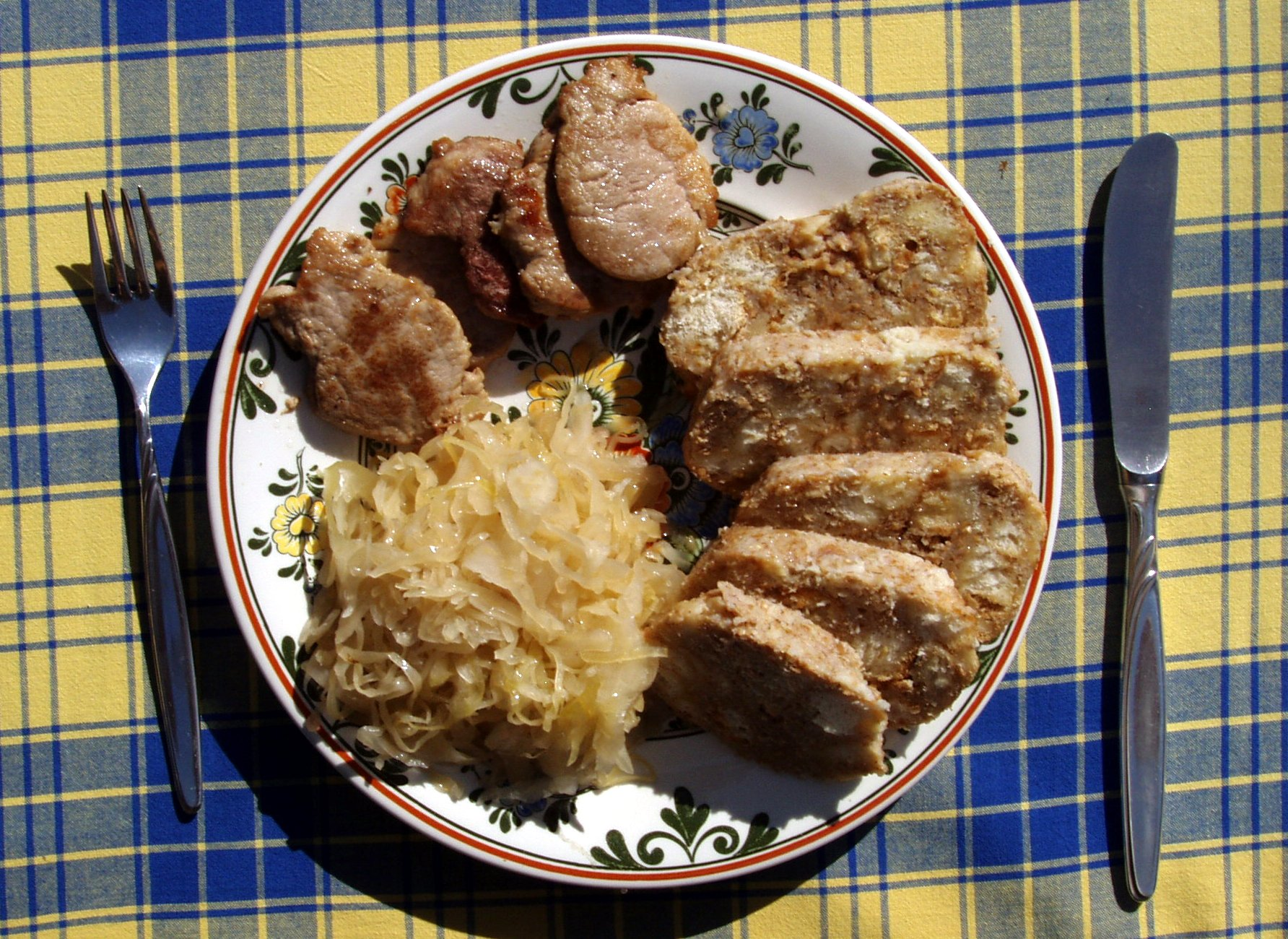
فيبرو-كنيدلو-زيلو (لحم خنزير مشوي مع الدامبلنغ والكرنب المخلل).

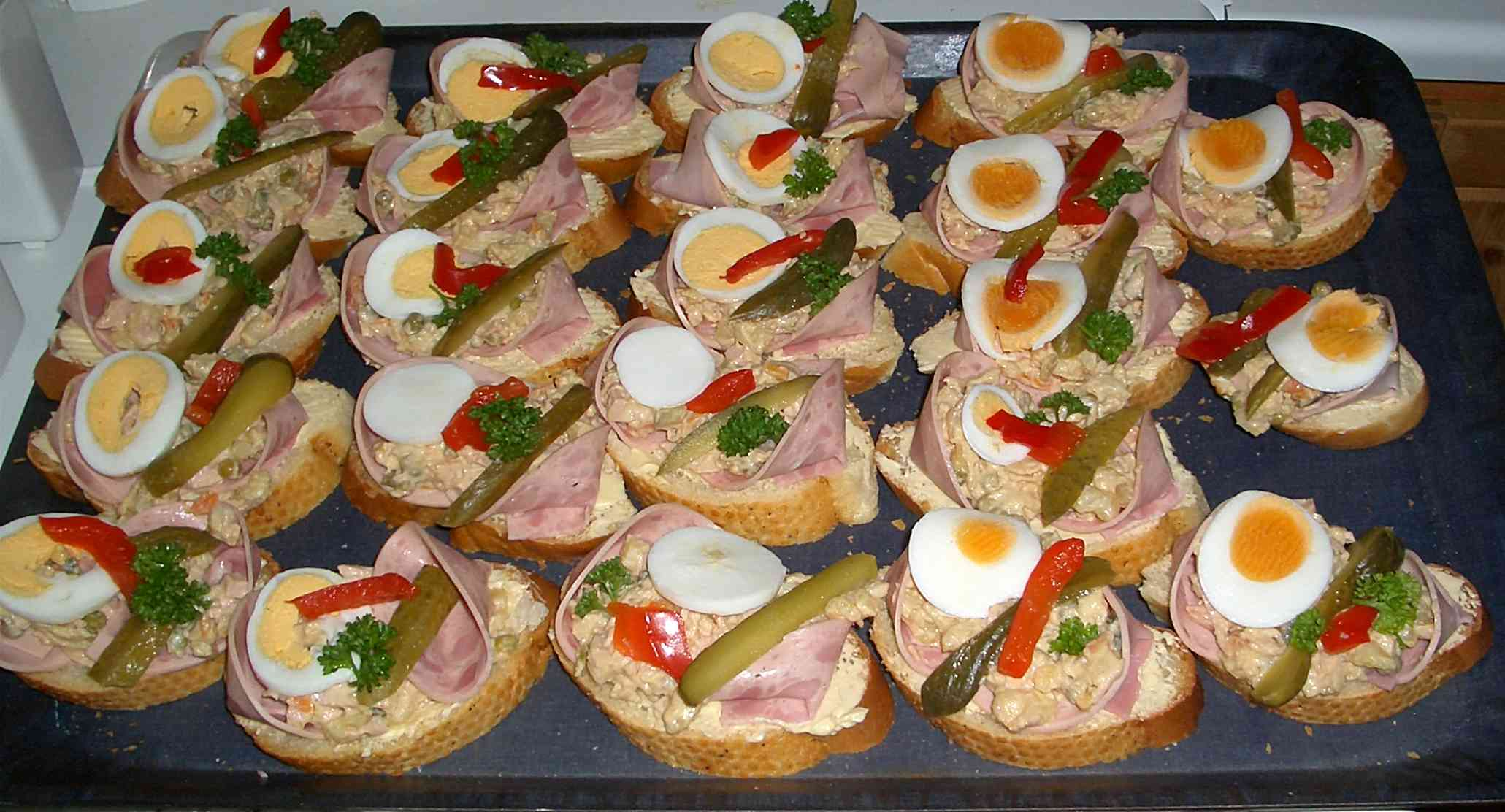
أوبلوجينيه خبليتشكي، نوع من الوجبات الخفيفة أو المقبلات.

يُعد المطبخ التشيكي مزيجًا من التأثيرات المتبادلة بينه وبين مطابخ الدول والمناطق المحيطة به. العديد من الكعكات والمعجنات الشهيرة في أوروبا الوسطى نشأت أساسًا في الأراضي التشيكية. يتميّز المطبخ التشيكي الحديث بتركيزه على اللحوم أكثر مما كان عليه في الماضي، حيث أدى توفر اللحوم بشكل أكبر إلى تعزيز دورها في الأطباق المحلية. تقليديًا، كانت اللحوم تُستهلك مرة واحدة في الأسبوع فقط، غالبًا خلال عطلة نهاية الأسبوع.
عادة ما تتكون الوجبات التشيكية من طبقين أو أكثر. يتمثل الطبق الأول تقليديًا في الحساء، يليه الطبق الرئيسي. أما الطبق الثالث، الذي يُقدّم غالبًا في المناسبات الاحتفالية، فيكون عادةً حلوى أو كومبوت. ويشتهر المطبخ التشيكي بالحساء الكثيف والصلصات المتنوعة التي تعتمد على الخضروات أو اللحوم المطهية، وغالبًا ما تُضاف إليها الكريمة. كما أن الأطباق المكونة من اللحوم المشوية مع الصلصات الطبيعية (الجريفي) تحظى بشعبية واسعة، وتُقدَّم عادةً مع البيرة، وخاصة بيرة بيلسنر، التي تُعدّ من أكثر الأنواع استهلاكًا في العالم من قِبل الشعب التشيكي. ومن الخصائص الفريدة للمطبخ التشيكي بين المطابخ الأوروبية هي قوته في تقديم الأطباق الرئيسية الحلوة، التي تُعتبر جزءًا مميزًا من تراثه الغذائي.

## تاريخ
يُظهر كتاب الطهي التشيكي من القرن التاسع عشر "براشسكا كوخاركا" للكاتبة كارولينا فافروفا تأثيرات المطبخ الفرنسي في ترتيب الوجبات متعددة الأطباق، وهو ترتيب شائع في عهد ملكية هابسبورغ، حيث تبدأ الوجبة بالحساء، ثم تليها أطباق الأسماك، ثم اللحوم، وأخيرًا الحلويات. ومع ذلك، تنحرف فافروفا عن هذا الترتيب التقليدي فيما يتعلق بحلويات "ميهلشبايزن" (الحلويات المصنوعة من الدقيق)، مثل البودينغ المخبوز، السترودل، دونات، والنفيخ، التي يمكن تقديمها إما قبل أو بعد اللحوم المشوية. أما الفواكه المطهية، والحلويات الكريمية، والكعك، والآيس كريم، والبسكويت، فكان يُقدّم دائمًا بعد اللحوم المشوية، مع الالتزام بالترتيب المذكور للحلويات في حال تقديم أكثر من نوع.

## الأطباق الجانبية
الزلابية (Knedlíky) (مطهية على البخار ومقطعة مثل الخبز) تُعد من العناصر الأساسية في المطبخ التشيكي وتُقدم عادةً مع الوجبات. يمكن أن تكون الزلابية مصنوعة من القمح أو البطاطس، وأحيانًا تُصنع من مزيج من دقيق القمح وقطع صغيرة من الخبز القديم أو اللفائف. يمكن العثور على الأرز المنفوش في الخلطات الجاهزة المتوفرة في المتاجر. الزلابية التشيكية الأصغر حجمًا غالبًا ما تكون مصنوعة من البطاطس. عندما تُقدم كوجبة متبقية، تُقلى أحيانًا شرائح الزلابية مع البيض. تُحشى زلابية البطاطس التشيكية غالبًا باللحم المدخن وتُقدم مع السبانخ أو مخلل الملفوف. يمكن أيضًا تقديم البصل المقلي والملفوف المطهو كأطباق جانبية.
توجد العديد من الأطباق الجانبية الأخرى، بما في ذلك المعكرونة والأرز المسلوق. تُقدم البطاطس مسلوقة مع الملح، وغالبًا مع بذور الكراوية والزبدة. تُخلط البطاطس المقشرة والمسلوقة لتحضير البطاطس المهروسة. أحيانًا تُسلق البطاطس الجديدة بقشرتها من وقت الحصاد حتى رأس السنة. بسبب تأثير المطابخ الأجنبية، تُقلى البطاطس أيضًا، لذا فإن البطاطس المقلية والكروكيت شائعة في المطاعم.
نادراً ما تُقدم الحبوب مثل الحنطة السوداء، الشعير المقشر، والدخن في المطاعم، حيث تُعد أكثر شيوعاً كخيارات صحية محضرة في المنزل. المعكرونة شائعة أيضًا، سواء كانت مخبوزة أو مسلوقة أو مطهية مع مكونات أخرى أو تُقدم كسلطة. تتوفر المعكرونة بأشكال ونكهات مختلفة، وهي مستوحاة من المطبخين الإيطالي والآسيوي. لا تُعد المعكرونة المصنوعة من الأرز أو الحنطة السوداء شائعة، لكنها أصبحت تزداد رواجاً. تتوفر أيضًا معكرونة خالية من الغلوتين مصنوعة من دقيق الذرة أو نشا الذرة أو البطاطس.

## الخبز والمعجنات
الخبز (chléb أو chleba) يُخبز تقليديًا باستخدام العجين المخمر من الجاودار والقمح، ويُنكه بالملح، أو بذور الكراوية، أو البصل، أو الثوم، أو البذور، أو شحم الخنزير. يُؤكل كطبق جانبي مع الحساء والأطباق. كما يُستخدم لتحضير مكعبات الخبز المحمص التشيكية (croutons) و"توپينكي" (topinky)، وهي شرائح خبز تُقلى في المقلاة على كلا الجانبين وتُفرك بالثوم.
اللفائف (rohlík)، الكعكات (žemle)، والكعكات المضفرة (houska) هي أكثر أنواع الخبز شيوعًا لتناول الإفطار. غالبًا ما تُغطى ببذور الخشخاش والملح أو بذور أخرى. الكعكة أو اللفافة المصنوعة من عجينة الخبز تُسمى "دالامانيك" (dalamánek). أما اللفافة الحلوة أو "لوپاك" (loupák) فهي لفافة على شكل هلال مصنوعة من عجينة مُحلاة تحتوي على الحليب. تُدهن بالبيض وتُرش ببذور الخشخاش قبل الخبز، مما يمنحها لونًا بنيًا ذهبيًا.

## الحساء

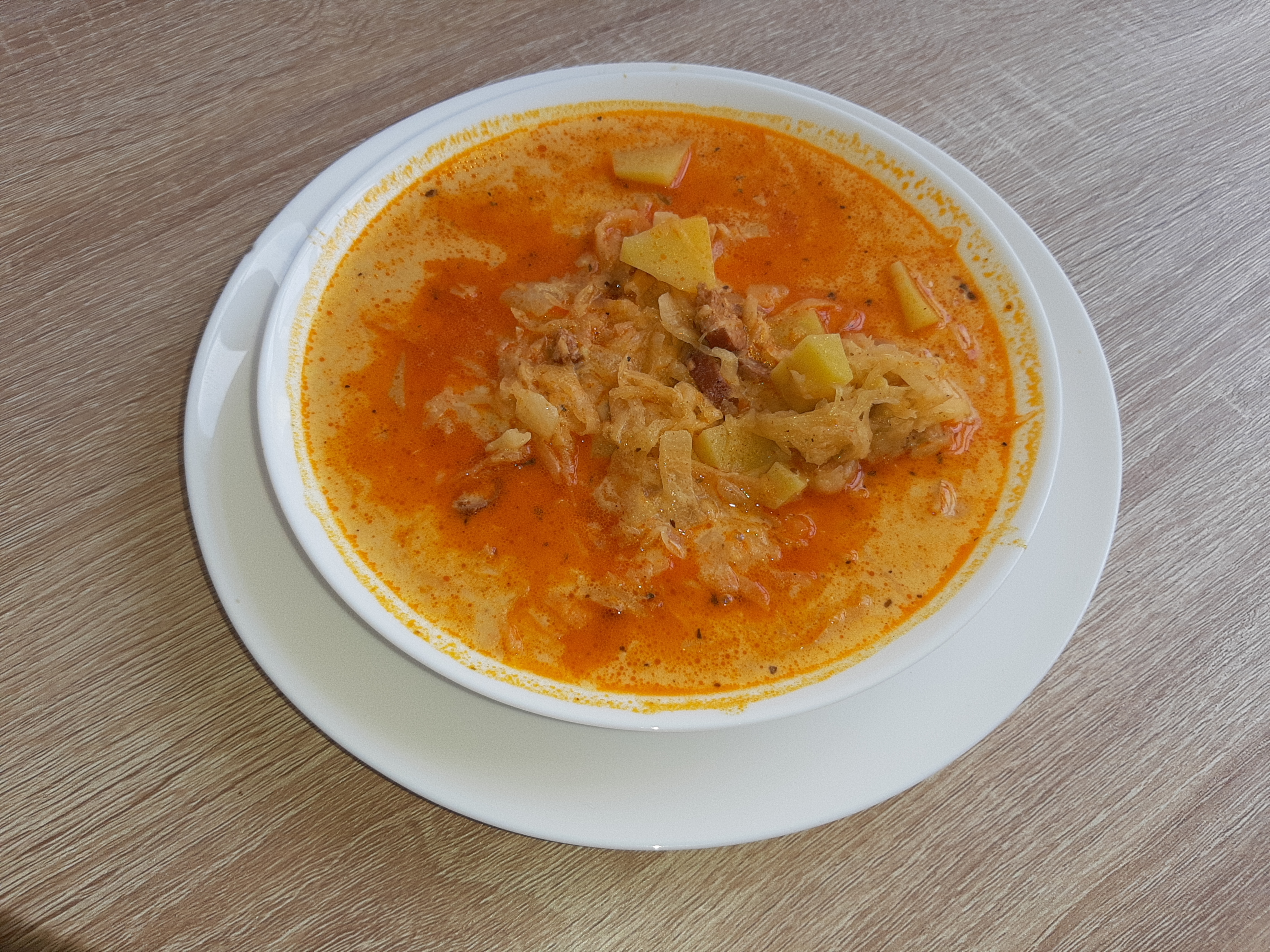
حساء الملفوف

الحساء (polévka، ويُطلق عليه شعبيًا polívka) له دور مهم في المطبخ التشيكي. تُقدم في المطاعم التشيكية أنواع شائعة من الحساء مثل مرق اللحم البقري أو الدجاج أو الخضار مع المعكرونة—وأحيانًا مع الزلابية المحشوة بالكبد أو جوزة الطيب؛ حساء الثوم (česnečka) مع مكعبات الخبز المحمص—وأحيانًا تُضاف إليه النقانق المفرومة، البيض النيء، أو الجبن؛ وحساء الملفوف (zelňačka) المصنوع من مخلل الملفوف—وأحيانًا مع النقانق المفرومة. أما "كيسيليكا" (Kyselica) فهي نوع من منطقة والاشيا يحتوي على الكريمة الحامضة، اللحم المقدد، البطاطس، البيض، والنقانق.
يُعد حساء البازلاء (hrachovka)، الفاصولياء، والعدس شائعة في المنازل. حساء الغولاش (gulášovka) و"درشكوڤا" (dršťková) تُصنع من الكرشة (المعدة) البقرية أو الخنزير، تُقطع إلى قطع صغيرة وتُطبخ مع مكونات أخرى؛ ويمكن استبدال اللحم بفطر المحار. حساء البطاطس (bramboračka) يُصنع من البطاطس، البصل، الجزر، جذور البقدونس، والكرفس، ويُتبّل ببذور الكراوية، الثوم، والمردقوش. حساء السمك (rybí polévka) المصنوع من سمك الشبوط يُعتبر طبقًا تقليديًا لعيد الميلاد.
أنواع أخرى من الحساء التشيكي الشائعة تشمل حساء الشامبينيون أو أنواع الفطر الأخرى، حساء الطماطم، حساء الخضار، حساء البصل (cibulačka)، وحساء الخبز (يُقدم داخل رغيف خبز مجوف). "كوليدا" (Kulajda) هو حساء تقليدي من جنوب بوهيميا يحتوي على الماء، الكريمة، التوابل، الفطر، البيض (غالبًا بيض السمان)، الشبت، والبطاطس. يتميز بسُمكه ولونه الأبيض وطعمه الفريد. المكون الرئيسي فيه هو الفطر، الذي يضفي عليه رائحته المميزة. "كيسيلو" (Kyselo) هو حساء تقليدي إقليمي يُصنع من عجين الجاودار المخمر، الفطر، الكراوية، والبصل المقلي.

## أطباق اللحم

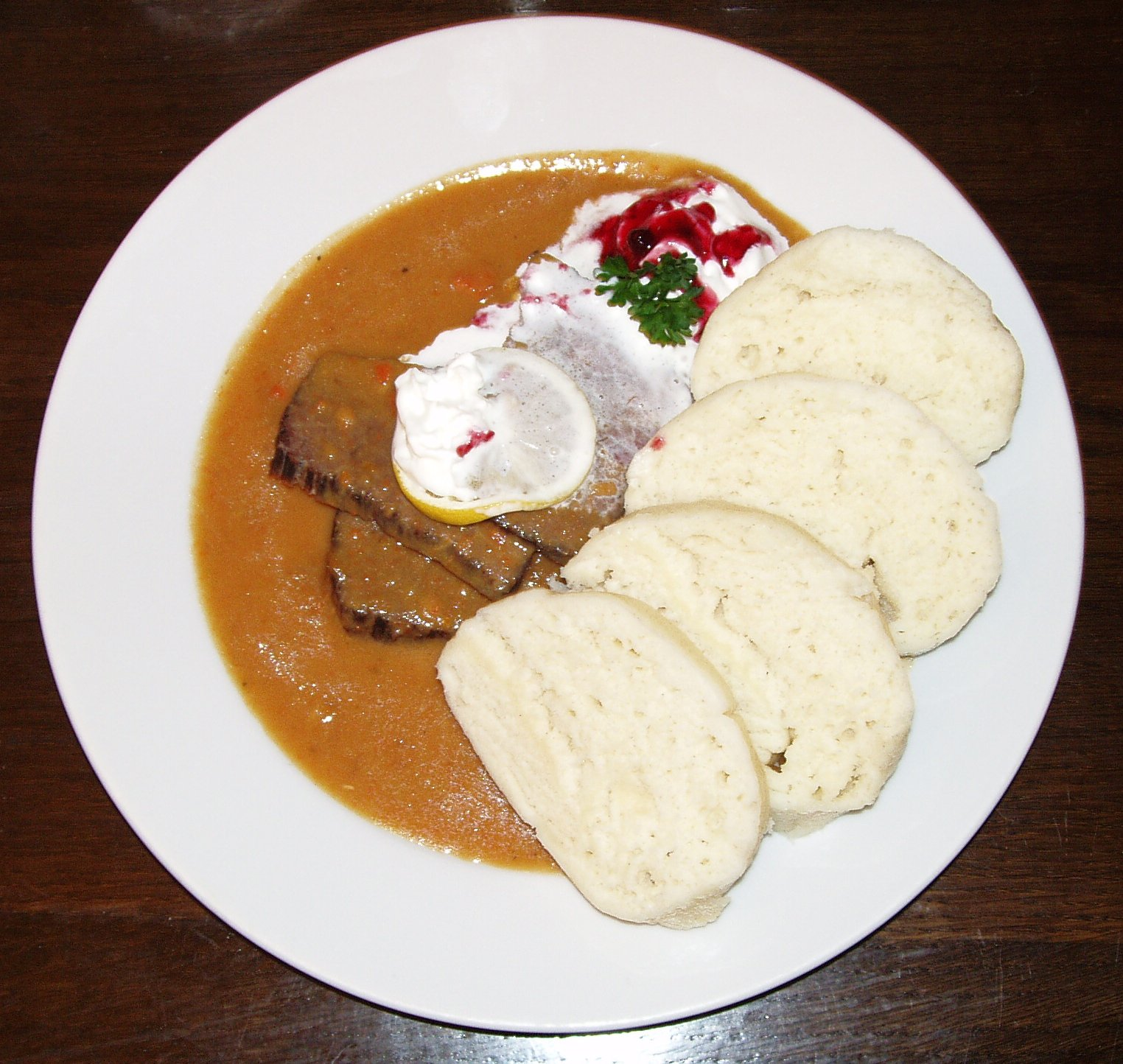
لحم المتن المتبل (Svíčková na smetaně)، يقدم هنا مع الزلابية والكريمة
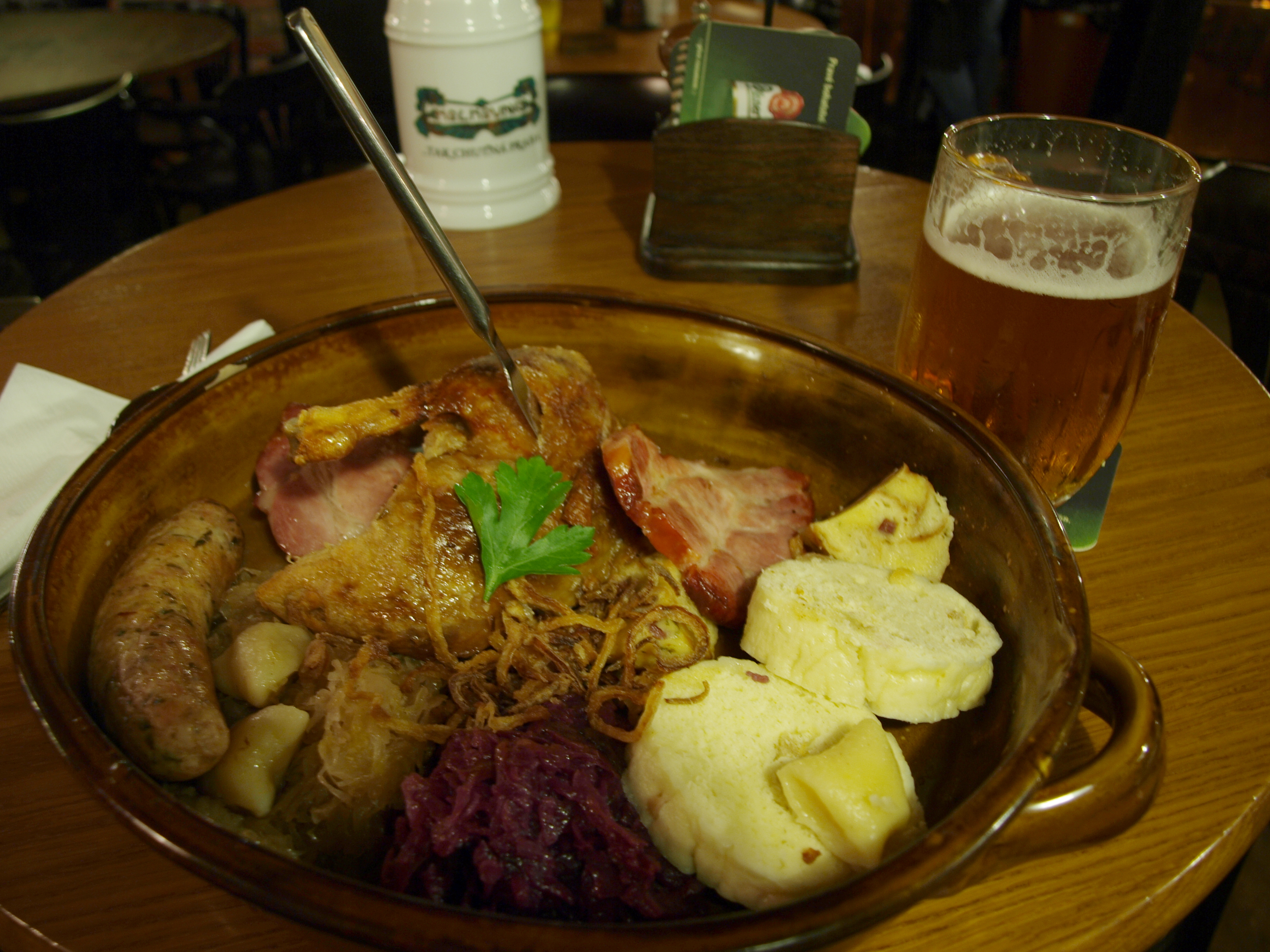
"طبق بوهيمي تقليدي" في مطعم في وسط براغ، يتكون من البط المشوي، ولحم الخنزير المشوي، وسجق البيرة، واللحم المدخن، والملفوف الأحمر والأبيض، والخبز، ولحم الخنزير المقدد، وفطائر البطاطس
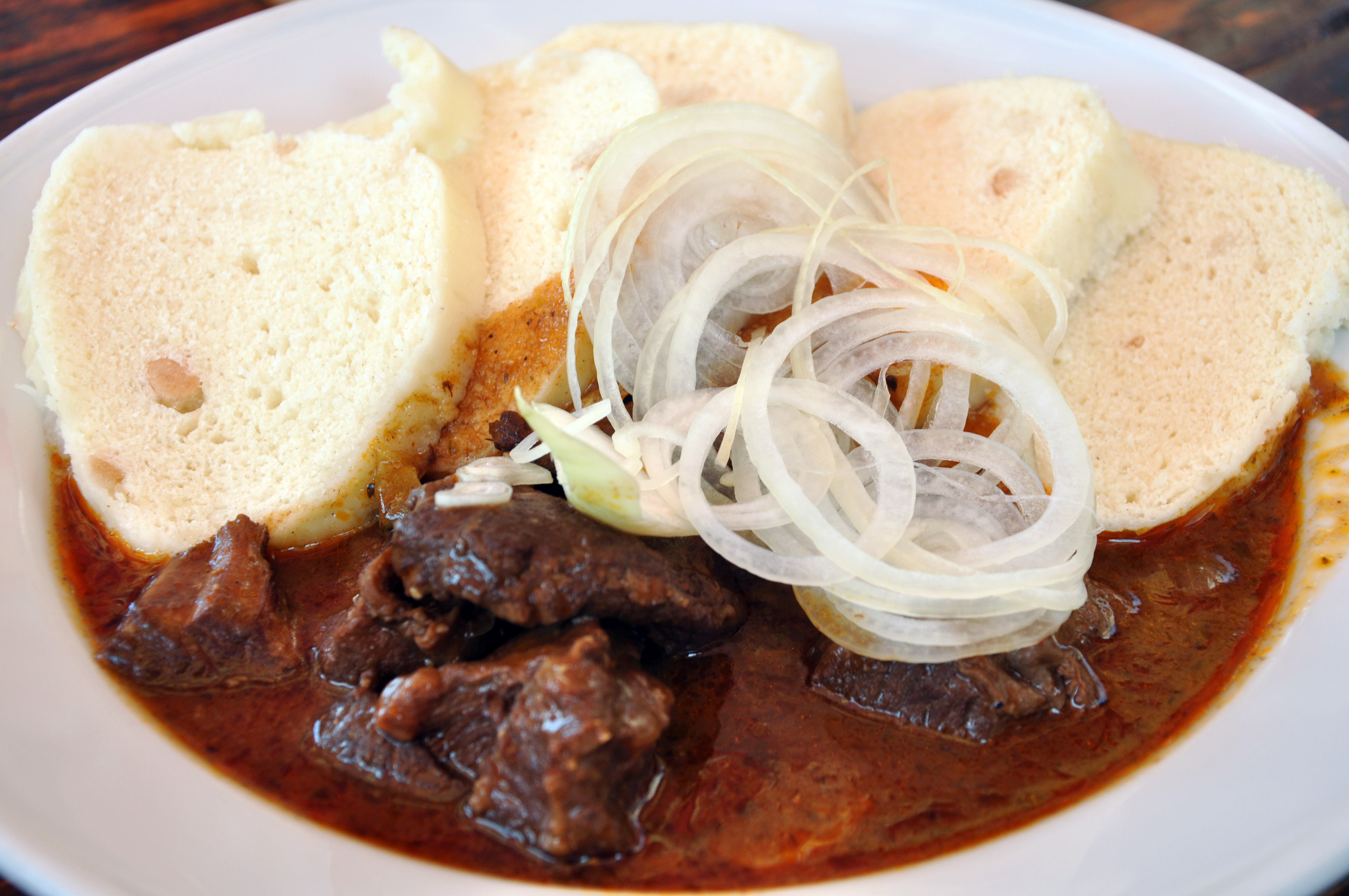
غولاش لحم البقر على طريقة براغ

الأطباق التشيكية التقليدية تُحضر من الحيوانات أو الطيور أو الأسماك التي يتم تربيتها في المناطق المحيطة.
اللحوم الأكثر شيوعًا هي لحم الخنزير، الذي يشكل أكثر من نصف استهلاك اللحوم في البلاد. اللحم البقري، لحم العجل والدجاج. وغالبًا ما يكون الخنزير مصدرًا للحوم في المناطق الريفية، نظرًا لأن لحم الخنزير له وقت إنتاج قصير نسبيًا مقارنة باللحم البقري.
الجترنيتس (Jitrnice) هو لحم الخنزير وأحشاؤه المفرومة إلى قطع صغيرة، ويتم حشوها في غلاف وإغلاقها بالعصي. يتم طهي لحم الرقبة، الجوانب، الرئتين، الط splen، والكبد مع العجين الأبيض، المرق، الملح، التوابل، الثوم وأحيانًا البصل. الكلوباسا (Klobása)، المعروفة في الولايات المتحدة باسم كيلباسا، هي منتج سجق لحوم مدخن مصنوع من اللحم المفروم. الجيليتو (Jelito) هو منتج سجق مصنوع من لحم الخنزير يحتوي على دم الخنزير والشعير اللؤلؤي أو قطع العجين. التلاتشينكا (Tlačenka) هو منتج من اللحوم أو الدواجن يحتوي على قطع صغيرة من اللحم في جيلاتين/هلام من الأنسجة الضامة المغلية لتحويلها إلى عجينة، يُقدم مع البصل، الخل والخبز. الأوفار (Ovar) هو طبق بسيط مصنوع من لحم الخنزير الدهني (الرأس أو الركبة). يتم غلي هذه القطع من اللحم منخفض الجودة في الماء المالح. يُؤكل أيضًا لحم الخنزير المقدد (škvarky) واللحم المقدد (slanina).
في المطاعم، يمكن العثور على:
الغولاش (Guláš) هو حساء مطهو عادة من اللحم البقري أو لحم الخنزير أو اللحم البري مع البصل والتوابل. غالبًا ما يُقدّم مع الكندليك أو أحيانًا مع الخبز. كما يُقدم تقليديًا في المنازل حيث يستمر طبق الغولاش لبضعة أيام. لا يجب الخلط بين الغولاش التشيكي و"غولياش" المجري، الذي هو حساء يشبه حساء الغولاش التشيكي (gulášovka). البوركولت (Pörkölt) هو المكافئ المجري للغولاش التشيكي.
لحم الخنزير المشوي مع الكندليك (pečené vepřové s knedlíky a se zelím) غالبًا ما يُعتبر الطبق التشيكي الأكثر تمثيلًا. يتكون من الملفوف، ويُطبخ أو يُقدّم مخللاً. هناك أنواع مختلفة، من الحامض إلى الحلو.
فطيرة اللحم مع الكريمة (svíčková na smetaně أو ببساطة سفيتشكوفا (svíčková)؛ هو اسم الصلصة والستيك المستخدم تقليديًا لهذا الطبق، (على الرغم من أن لحم البقر الأرخص أو حتى لحم الخنزير يُستخدم غالبًا بدلاً من ذلك)؛ (na smetaně) تعني بالكريمة، ما يعني أن صلصة سفيتشكوفا تحتوي على الكريمة. لحم البقر المطهو، عادة ما يُضاف له شحم الخنزير، مع صلصة سفيتشكوفا، وهي صلصة كثيفة من الجزر، وجذر البقدونس، والكرفس وأحيانًا الكريمة. غالبًا ما يُقدّم هذا الطبق مع الكندليك، وكريمة الشانتيللي (كريمة مخفوقة حلوة)، وشراب التوت البري (kompot) وقطعة من الليمون.
اللحم المفروم المشوي (sekaná pečeně) — فيما بعد أصبح يُسمى فقط اللحم المفروم (sekaná)، هو طبق مصنوع من لحم الخنزير المفروم (كما يمكن أن يكون لحم البقر أيضًا).
اللحم المدخن (uzené) مع كندليك البطاطس، البصل المقلي، والسبانخ المطهو.
اللحم البقري مع صلصة الطماطم (rajská omáčka أو rajská) يُقدّم مع الكندليك. صلصة الشبت (koprová omáčka أو koprovka) غالبًا ما تكون موجودة في القوائم أيضًا.
الأرانب يتم تربيتها عادة في الريف. الأرنب البري مع اللحم البري يُقدّم أيضًا. لحم الضأن، الحمل، الصغار، الخنزير، الحصان أو الغزلان ليست شائعة.
أطباق الدواجن الشائعة هي:
الإوز، البط، الديك الرومي والدجاج. الفزان، الحجل، الدجاج البري، الحمام، وغيرهم من الطيور البرية ليسوا شائعين.
البطة المشوية (pečená kachna) تُقدّم مع الخبز أو كندليك البطاطس وملفوف أحمر مطهو.
الدجاج في صلصة البابريكا (kuře na paprice) أو الدجاجة في صلصة البابريكا (slepice na paprice) هي دجاجة أو دجاج مطهو مع البصل، البابريكا والكريمة.
الأسماك - وخاصة التروتة والشبوط - يتم تناولها عادة في عيد الميلاد. بخلاف ذلك، يتم استيراد العديد من الأسماك، بما في ذلك السردين، الفيلية، السلمون، التونة، والأنشوفة. أنواع أخرى من الأسماك أصبحت شائعة أيضًا. كان سرطان البحر شائعًا جدًا في الأنهار، ولكنه أصبح نادرًا الآن ويخضع للحماية. بدلاً منه يتم استيراد الروبيان أو الكركند.

## حلويات

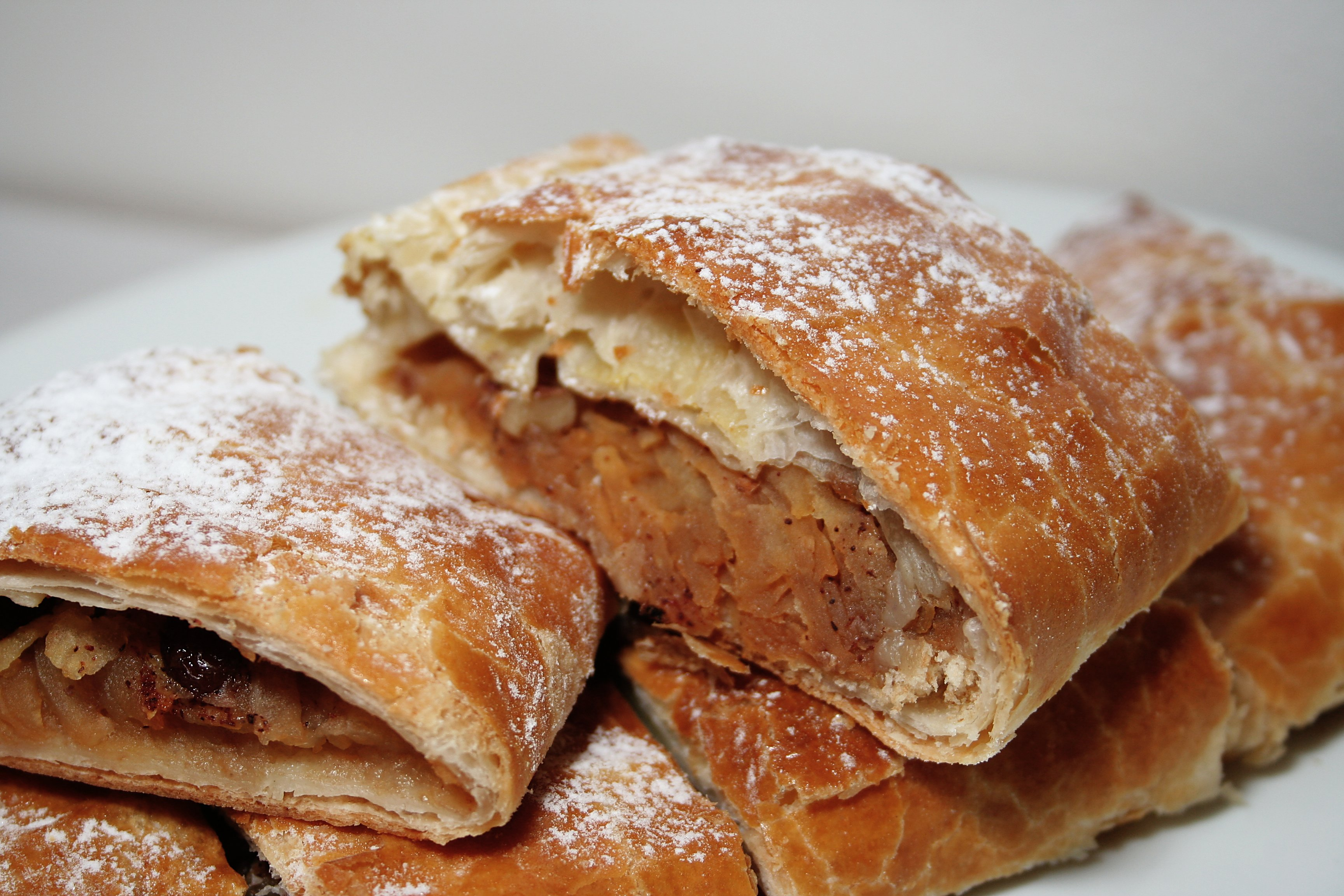
سترودل التفاح مع الزبيب

في معظم الحالات، لا يُستهلك الطعام الحلو كتحلية، بل يُعتبر مناسبة منفصلة، على سبيل المثال مع قهوة بعد الظهر.
تُعرف المقاهي التشيكية بقهواتها القوية والمعجنات الحلوة وزبائنها الشهيرين الذين شملوا فرانس كافكا، أنتونين دفورجاك، فاتسلاف هافيل وألبرت أينشتاين. يتم تقديم السترودل (المزود أحيانًا بكريمة مخفوقة أو آيس كريم أو سكر بودرة) دافئًا أو باردًا في معظم المقاهي، ويعد التفاح هو النوع الأكثر شيوعًا.
الحلويات المحشوة بالفواكه أو بذور الخشخاش أو الكوارك منتشرة وتأتي بأشكال متنوعة تشمل الكعك، الكولاك (الفطائر)، التارت، الفطائر، والزلابية (أوفوكني كندليك). تم الحفاظ على تقليد صنع الفطائر في المجتمعات التشيكية الأمريكية التي استقرت في الغرب الأوسط للولايات المتحدة وتكساس. إنها تتطلب جهدًا كبيرًا في التحضير وعادةً ما يتم إعدادها للاحتفالات الخاصة مثل المواليد، والجنائز، ولها أيضًا دور في تقاليد الزواج التشيكية حيث يتم توزيعها على الأصدقاء والعائلة بدلاً من دعوات الزفاف. الحشوات الأكثر شيوعًا هي بذور الخشخاش، والمشمش (ميرونكوفا كندليك) والمشمش المجفف.
العجينة المعدة للزلابية قد تحتوي على البطاطا، وبينما يختلف مزيج الفواكه والمربى والأجبان من منزل لآخر، تعتبر البرقوق (شفيستكوفا كندليك)، المشمش أو الفراولة (ياهودوفا كندليك) شائعة. يتم غلي الزلابية الجاهزة وغالبًا ما تُزين بالزبدة، بذور الخشخاش أو الجبن المبشور، والمحليات (الكمثرى المجففة والمطحونة تقليديًا، ولكن السكر يُستخدم في التعديلات الحديثة). أيضًا، تُحشى الفطائر أو المربى (وأحيانًا تُزين ببذور الخشخاش) بالفطائر التشيكية التي تُسمى بالاتشينكي.
الكعكة الإسفنجية التشيكية التقليدية (بوبلانينا)، التي يتم تقديمها عادةً في الإفطار، تُصنع من الكريمة والبيض والسكر والفواكه الموسمية، وخاصة الكرز الكامل.
البوختي هي معجنات خميرة مشابهة للكولاك؛ حيث يتم لف نفس الحشوة في قطع من العجينة ويتم خبزها، لكنها غير مرئية في المنتج النهائي.
الزلابية الحلوة مع صلصة الكاسترد (بوختيشيكي سي شودو) هي قطع صغيرة من معجنات الخميرة تُسكب عليها كريمة مصنوعة من صفار البيض والنبيذ (في الوقت الحاضر يتم استبدال الشودو عادةً بكاسترد الفانيليا). تأتي الوصفة من الجذور التشيكية، ومع ذلك، تعتبر البلدان المجاورة — وخاصة سلوفاكيا وبولندا والمجر — أن بوختيشيكي سي شودو هي طعام جاء من بلادهم.
البودينغ هو كاسترد بنكهة يتم دمجه في طبقات. يُقدم البودينغ في كأس مغطى بالفواكه أو يتم تشكيله في قالب.
كوكيز عيد الميلاد (فانوغني كوكروافي) يتم تحضير الخبز المضفر (فانوكا) والخبز المحلى (مازانك) لعيد الميلاد، إلى جانب العديد من أنواع البسكويت والحلويات الخاصة بعيد الميلاد (فانوغني كوكروافي). فانوكا ومازانك هما نفس النوع من المعجنات مثل تشالاه اليهودية.
حمل عيد الفصح (فيلكونوكني بيرانيك) يتم تحضيره لعيد الفصح. العجينة تتكون من البيض والسكر والدقيق. يمكن إضافة الليمون. يتم خبزها في قالب على شكل حمل ويمكن تزيينها.
البابوفكا هي عجينة مشابهة لتلك المستخدمة في حمل عيد الفصح، غالبًا ما تحتوي على عجينة الكاكاو في المنتصف. إنها مستديرة بارتفاع يتراوح بين 10 إلى 15 سم، تُصنع في قالب وغالبًا ما تُقدم مع القهوة.
الليفاينتس هي أنواع أصغر من الفطائر يتم تحضيرها مع خميرة في العجينة. يتم تناولها مع المربى أو الفواكه البرية الدافئة.
بيرنيك يُصنع بطريقتين: مثل خبز الزنجبيل، ولكن بدون زنجبيل ومع إضافة العسل. تُزين كوكيز الزنجبيل بأشكال؛ المواضيع الشعبية تشمل الأشكال القلبية، الأكواخ ثلاثية الأبعاد وحتى القرى الكاملة المزخرفة — خاصة في منطقة باردوبيس حيث تم تأسيس التقليد في القرن السادس عشر.

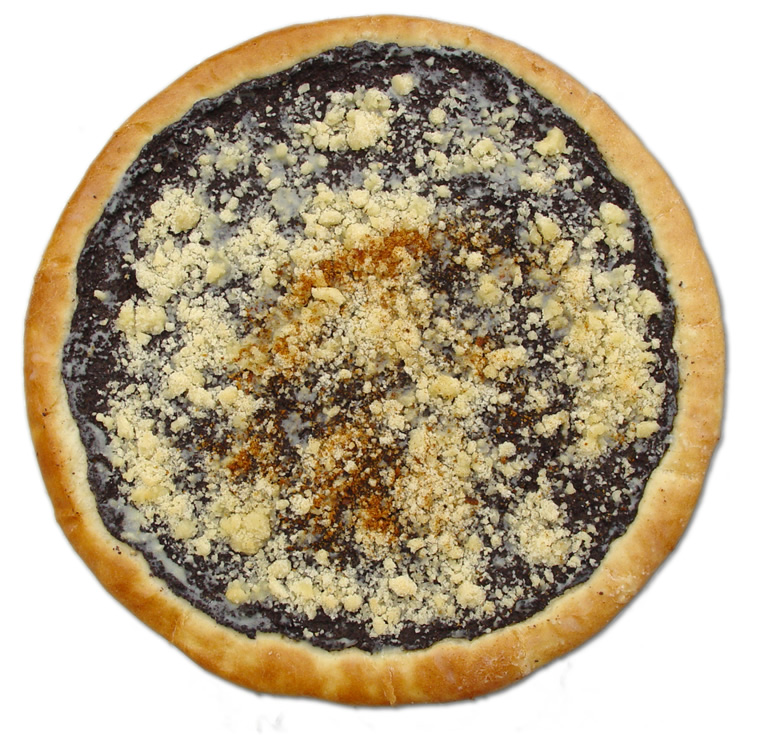
فرغال، نوع من الكولاك يُخبز في مورافيا والاشيا

ترديلنيك هو كعكة مشوية على السيخ. تم تبنيها لأول مرة في مورافيا من ترانسليثانيا، وقد اكتسبت مؤخرًا شعبية في براغ وبقية البلاد.
رولايدا هي كعكة إسفنجية محشوة بالمربى.
ليتا (مسكوبة) بوبلانينا هي عجينة شبيهة بالفطائر تُسكب على صينية خبز. يتم توزيع قطع الفواكه — مثل التفاح، الكمثرى أو الكرز — بقياس 1x2 سم عليها، ثم تُرش بالسكر.
ماكوفك هو كعكة إسفنجية مع بذور الخشخاش المطحونة.
ميركفانيك هو كعكة إسفنجية مع الجزر المبشور و"ميركفانيكي" هي زلابية صغيرة محشوة بمربى البرقوق أو الكمثرى ومع إضافة الجزر المبشور إلى العجينة.
باستثناء الكولاك، فانوغني كوكروافي وفيلكونوكني بيرانيك، يتم تناول الحلويات مع الشاي أو القهوة في فترة ما بعد الظهر بدلاً من تناولها مباشرة بعد الوجبة الرئيسية.
ميشا هي حلوى مصنوعة من الجبن المجمد؛ تحظى بشعبية بين الأطفال وتم إنتاجها منذ عام 1961.
زلوتكوفكي رزي هي كعكة الجوز مع طبقة من صفار البيض تُقدّم في حفلات عيد الميلاد وعيد الفصح.

## روابط خارجية
- المطبخ التشيكي، التخصصات التشيكية النموذجية (بالإنجليزية)
- كتاب الطبخ الشيوعي الذي حدد مطبخ براغ (بالإنجليزية)
- المطبخ التشيكي
- المطبخ التشيكي نسخة محفوظة 21 يناير 2025 على موقع واي باك مشين.
- الطعام التقليدي التشيكي